# Porogadus trichiurus
Porogadus trichiurus är en fiskart som först beskrevs av Alcock, 1890.  Porogadus trichiurus ingår i släktet Porogadus och familjen Ophidiidae. Inga underarter finns listade i Catalogue of Life.